# Diedrich Westermann
Diedrich Hermann Westermann (* 24. Juni 1875 in Baden bei Bremen; † 31. Mai 1956 ebenda) war ein deutscher Afrikanist und Ethnologe. Er gehört, zusammen mit Carl Meinhof, zu den Begründern der wissenschaftlichen Afrikanistik in Deutschland. Von 1925 bis 1950 hatte er den Lehrstuhl für afrikanische Sprachen an der Berliner Universität inne. Von 1926 bis 1939 war er Ko-Direktor des International African Institute.

## Leben
Westermann machte nach der Schule eine Lehre als Postgehilfe, bevor er sich bei der Norddeutschen Mission in Bremen bewarb. Von dort wurde er 1885 ins Missionsseminar nach Basel geschickt. Neben dem Unterricht brachte er sich ohne Erlaubnis autodidaktisch Arabisch bei. 1900 erhielt er den Entsendeauftrag in die deutsche Kolonie Togo. Er trat seinen Dienst im heutigen Ghana an und erlernte die Ewe-Sprache. Er entwickelte sich als erster Europäer zu einem kompetenten Sprecher. Eine Erkrankung zwang ihn aber 1903 zur Heimreise.
In Deutschland wertete er seine Aufzeichnungen aus und fertigte ein Übungshandbuch-Deutsch für Ewe-Sprecher an, ein Wörterbuch sowie eine Grammatik des Ewe. In Tübingen arbeitete er mit an der Bibelübersetzung ins Ewe. 1907 reiste er erneut nach Togo, doch wieder musste er krankheitsbedingt heimkehren. 1908 rief ihn Carl Meinhof als Sprachlehrer für Ewe an das Seminar für Orientalische Sprachen in Berlin. 1909 wurde er dort mit Professorentitel Nachfolger Meinhofs. Das Seminar sollte Sprachkenntnisse für die deutschen Kolonien vermitteln. Als dies nach 1918 sinnlos wurde, war das Seminar in einer Krise, die durch neue Zielsetzungen in der Forschung überwunden wurde. 
Westermann wurde 1921 zum Professor an der damaligen Friedrich-Wilhelms-Universität Berlin ernannt, 1925 wurde er dort auf den neu eingerichteten Lehrstuhl für afrikanische Sprachen berufen. Von 1926 bis 1939 war Westermann zudem mit dem Franzosen Henri Labouret Direktor des neu gegründeten International Institute of African Languages and Cultures, wo er sich um die Entwicklung des Afrika-Alphabets verdient machte. Ein Schwerpunkt war die Auswertung der phonetischen Aufnahmen von kriegsgefangenen Afrikanern im Ersten Weltkrieg, die Wilhelm Doegen hinterlassen hatte. Er arbeitete auch dem Kolonialrevisionismus der Weimarer Republik zu. Zu seinen Studenten zählten Ernst Dammann und Hans Himmelheber. Als „Sprachgehilfen“ für Suaheli beschäftigte Westermann ab 1931 den früheren Askari Bayume Mohamed Husen.
Mit dem Machtantritt der NS-Bewegung erhielt das Institut neuen Auftrieb und folgte politischen Zielen des Regimes – Wiedererlangung der deutschen Kolonien und Weltmachtstreben. Das Seminar für Orientalische Sprachen wurde 1936 in Auslandshochschule umbenannt, die ab 1940 der SS-Mann Franz Alfred Six leitete, und 1941 in die Auslandswissenschaftliche Fakultät der Berliner Universität integriert. Nach der deutschen Niederlage in Afrika 1943 jedoch wurde die Arbeit eingestellt. 1938 wurde Westermann zum ordentlichen Mitglied der Preußischen Akademie der Wissenschaften gewählt. Dort bestimmte er den Arbeitsauftrag der Weiß-Afrika-Kommission 1941 mit Bevölkerungsfragen in Afrika. Als einer von wenigen Berliner Professoren unterstützte Westermann 1940 Max Vasmers Aufruf zugunsten der bei der Sonderaktion Krakau verhafteten und in Konzentrationslager verschleppten Kollegen. In der NS-Zeit studierten u. a. Sigrid Westphal-Hellbusch und Hans Günther Mukarovsky bei Westermann.
Nach Ende des Zweiten Weltkriegs konnte er seinen Lehrstuhl behalten, da er kein Parteimitglied der NSDAP gewesen war. Mit Wiedereröffnung der Berliner Universität im Januar 1946 wurde er als ordentlicher Professor bestätigt. Das Fach Afrikanistik wurde im Wintersemester 1947/48 wieder zugelassen und ein Jahr später ein Seminar für afrikanische Sprachen eingerichtet. Westermann konzentrierte sich fortan auf die Philologie als politisch (vermeintlich) nicht belastetes Gebiet, bot aber gelegentlich auch wieder völkerkundliche Themen an. In der DDR wurde er nicht angefeindet, Afrika mit seinen Sprachen galt als wichtiges Zukunftsthema. Von 1949 bis 1951 war Westermann Sekretär für Sprachen, Literatur und Kunst der Deutschen Akademie der Wissenschaften zu Berlin (Ost). Als Professor wurde er 1950 emeritiert. Als Nachfolger wurde Georg Weydling aus Leipzig berufen, den Westermann zuvor negativ beurteilt hatte und der bald darauf in die USA wechselte. Zu Westermanns Schülern gehörte Oswin Köhler, der Professor in Köln und einer der einflussreichsten Afrikanisten in der Bundesrepublik wurde.
In der Zeit des Nationalsozialismus war Westermann 1938 bis 1941 Vorsitzender der Berliner Gesellschaft für Anthropologie, Ethnologie und Urgeschichte. 1955 erhielt er deren Rudolf-Virchow-Plakette.
Gemeinsam mit seiner Frau Brüne veröffentlichte Westermann 1941 auch ein Ortswörterbuch des niederdeutschen Dialektes seines Heimatortes.

## Autor (Auswahl)
- The Shilluk People. Berlin 1912
- Die Kpelle: Ein Negerstamm in Liberia. Vandenhoeck & Ruprecht, Göttingen 1921, DNB 363061797.
- zusammen mit Ida C. Ward: Practical Phonetics for Students of African Languages, für das International African Institute, Oxford University Press, London 1933
- Der Afrikaner heute und morgen. Berlin, Essen, Leipzig: Essener Verlagsanstalt, 1937
- Afrikaner erzählen ihr Leben. Elf Selbstdarstellungen afrikanischer Eingeborener aller Bildungsgrade und Berufe und aus allen Teilen Afrikas. Essener Verlagsanstalt, 1940 u.ö., zuletzt Evang. Verlagsgesellschaft, Berlin (DDR) 1965 - Französ. Fassung bei Payot, Paris (Collection de documents et de témoignages pour servir à l'histoire de notre temps)
- mit Hermann Baumann & Richard Thurnwald: Völkerkunde von Afrika. Mit besonderer Berücksichtigung der kolonialen Aufgabe. Essener Verlagsanstalt 1940
- Brüne Westermann, Diedrich Westermann: Wörterbuch des Dorfes Baden (Kreis Verden): Bääuger Platt. Stalling, Oldenburg 1941.